# Katastrofa lotu PLL LOT 703
Katastrofa lotu PLL LOT 703 – wypadek lotniczy, który miał miejsce 2 listopada 1988 roku. Samolot Polskich Linii Lotniczych LOT Antonow An-24 o znakach SP-LTD „Dunajec” wystartował z lotniska Warszawa-Okęcie lecąc na lotnisko Rzeszów-Jasionka. Podczas lotu nastąpiła awaria obu silników, w wyniku błędu załogi, która nie włączyła instalacji przeciwoblodzeniowej. Pilot lądował awaryjnie bez wysuniętego podwozia na polach we wsi Białobrzegi koło Łańcuta, w ówczesnym województwie rzeszowskim. Zginęła jedna osoba. 

## Pasażerowie i załoga
Na pokładzie znajdowało się 29 osób: 23 pasażerów (w tym dziennikarz Tomasz Beksiński), 4 członków załogi i dwóch funkcjonariuszy Milicji Obywatelskiej.
Podpułkownik Kazimierz Rożek, kapitan załogi, miał trzydziestoletni staż pracy jako pilot. Pierwszym oficerem był Waldemar Wolski. 
W katastrofie zginęła Weronika Szwed, 69-letnia mieszkanka Rzeszowa, która nie zdołała wydostać się z maszyny, gdyż została uwięziona pomiędzy zgniecionymi i przesuniętymi fotelami.

## Przebieg katastrofy
Samolot miał lądować na lotnisku Rzeszów-Jasionka od strony wschodniej. O 10:25, krótko przed lądowaniem, kiedy piloci widzieli już lotnisko na horyzoncie, doszło do awarii silników, których nie dało się ponownie uruchomić, a maszyna posuwała się tylko lotem ślizgowym, przy czym jednocześnie utraciła kontakt z ziemią, zaś część instalacji elektrycznej przestała działać. 
Pilot zdecydował się posadzić samolot na długim, płaskim polu, ale nie udało mu się wysunąć podwozia. Z relacji pasażerów wynika, że uderzenie o ziemię było potężne i wyrwało niektóre fotele, jednak samolot pozostał cały do czasu, kiedy wytrącając prędkość przetoczył się przez trzy rowy melioracyjne (wówczas oderwał się jeden z silników i fragmenty kadłuba). Po zahamowaniu pasażerowie (z wyjątkiem jednej kobiety) ewakuowali się z wraku. Chwilę później doszło do wybuchów zbiorników z paliwem.

## Relacje pasażerów
Tomasz Beksiński w rzeszowskiej prokuraturze zeznał: „Zbliżanie do ziemi trwało tak na moje wyczucie około minuty. Zobaczyłem ziemię, coś jakby pole. Samolot ewidentnie próbował lądować. Gdy pierwszy raz uderzył w ziemię, ludzie zaczęli krzyczeć”.
Dziennikarzowi gazety Nowiny tak opisał katastrofę: „Wstrząs w momencie uderzenia był tak duży, że kilka osób wyleciało w przód ze swych siedzeń. Niemal od razu zewsząd ogarniały nas kłęby dymu. Za innymi zmierzałem do otwartego już wyjścia, gdy zauważyłem, że obok leży ktoś przygnieciony stertą pogiętych i połamanych foteli. Schyliłem się i próbowałem odgiąć te fotele, i wtedy przypomniałem sobie, że to musi być starsza pani z laską, która zwróciła wcześniej moją uwagę. Ale nie mogłem jej pomóc, gdyż fotele zakleszczyły się, a ja zacząłem się dusić od dymu. W ostatniej chwili skoczyłem do wyjścia. W kilka sekund później rozległy się wybuchy zbiorników z paliwem”.
W filmie dokumentalnym Dziennik zapowiedzianej śmierci z 2000 roku przytoczono jego relację: „Nie myślałem o tym, że ten samolot się pali dookoła, że ja też mogę zginąć. Chciałem wyciągnąć tę kobietę. Tylko nie dałem po prostu rady fizycznie”. 
Najmłodszą pasażerką była 19-letnia Joanna Turska-Raczyńska. Wspominała: „Mężczyzna, który miał miejsce obok mnie w samolocie, wracał po trzech latach ze Stanów. W bagażu wiózł zarobione pieniądze, stracił wszystko. Tomek [Beksiński] rozpaczał, że utracił jakąś cenną płytę kompaktową”. 
Moment katastrofy opisała: „W czasie awarii silników, które w krótkim czasie jeden po drugim przestały się kręcić, z lewego zaczął lecieć dym i zgasło światło. Tak szybko spadaliśmy w dół, że trzymałam się obiema rękami fotela, bo unosiło mnie mocno do góry. […] Samolot przeskoczył przez trzy głębokie rowy melioracyjne. Skakaliśmy jak piłka pingpongowa. Miałam problem z odpięciem pasa bezpieczeństwa, a gdy już mi się to udało, w samolocie było ciemno od dymu. [...] Udało mi się przedostać na czworakach przez wysoką stertę foteli, która powstała, jak się okazało, przez wciśnięcie podwozia w czasie uderzenia do kadłuba”. 

## Komunikat Dziennika Telewizyjnego
2 listopada 1988 roku w Dzienniku Telewizyjnym poinformowano, że do katastrofy doszło około 10:45, a samolot wylądowałby cało, gdyby nie zawadził kadłubem o rów melioracyjny, co spowodowało przełamanie się maszyny. Podana godzina jest najprawdopodobniej pomyłką, do zatrzymania silników doszło o 10:25, a katastrofa miała miejsce wkrótce po awarii.
W nagraniu znajduje się wypowiedź kapitana Kazimierza Rożka. Powiedział, że chciał: 

uruchomić silniki, jeśli nie pracowały. […] Może chociaż jednym silnikiem dociągnę do lotniska? I to się nie udało.

Ponadto poinformowano, że poszkodowani trafili do szpitala. Dziesięciu osobom udzielono drobnej pomocy medycznej i wypuszczono do domu, a trzy w stabilnym stanie zostały w szpitalu w Łańcucie. 

## Śledztwo po katastrofie
W czerwcu 1989 roku podano ustalenia komisji: katastrofa nastąpiła z winy załogi, która nie włączyła instalacji przeciwoblodzeniowej, w wyniku czego oblodzone silniki przestały pracować i niemożliwe było ponowne ich uruchomienie. 
Podjęto dyskusję na temat przestarzałych, wyeksploatowanych samolotów Antonow An-24, ich stanu technicznego i poziomu wyszkolenia polskich pilotów. 
Wypadek „Dunajca” przyspieszył decyzję PLL LOT o wymianie samolotów Antonow An-24 na ATR-72.